# 김거익의 묘
김거익의묘(金居翼의墓)는 대한민국 충청남도 부여군 부여읍 중정리에 있는 , 고려 후기 문신이었던 김거익 선생의 묘이다. 1984년 5월 17일 충청남도의 문화재자료 제112호로 지정되었다.

## 개요
고려 후기 문신이었던 김거익 선생의 묘이다.
어려서부터 효성이 지극하였으며 강직한 성품을 지녀 주위의 칭송이 자자했다. 태조와도 절친한 사이였으나 고려 왕조가 망하자 충남 부여에 내려와 숨어 살았다. 조선 건국 후 태조가 우의정으로 불렀지만 끝내 나아가지 않고 절의를 지키며 살다 세상을 떠났다.
봉분 앞 오른쪽에는 비석이 세워져 있으며 당대의 학자인 이색과도 가까운 사이였다는 내용이 적혀 있다. 묘 아래에는 왕이나 고관 등의 평생 업적을 기리기 위해 세우던 신도비(神道碑)가 있는데, 1922년 김복한이 글을 짓고 윤용구가 글씨를 쓴 것이다.

## 참고 문헌
- 김거익의묘 - 국가유산청 국가유산포털